# Cao Zhen (Tischtennisspielerin)
Cao Zhen (* 8. Januar 1987 in Shandong) ist eine chinesische Tischtennisspielerin. Sie wurde 2009 und 2011 Weltmeisterin im Mixed.

## Werdegang
2003 wurde Cao Zhen bei der ATTU-Asienmeisterschaft der Junioren Meisterin mit der chinesischen Mannschaft, im Doppel mit Peng Luyang erreichte sie das Endspiel. Im gleichen Jahr trat sie bei der Junioren-Weltmeisterschaft in Santiago an. Auch hier gehörte sie zum Siegerteam. In Einzel kam sie bis ins Halbfinale, im Mixed mit Ma Long ins Finale.
Ebenfalls 2003 trat sie erstmals in einem Turnier der Erwachsenen auf. Beim Pro-Tour Turnier im malaysischen Johor Bahru siegte sie im Einzel und Doppel. Bis 2010 trat sie noch bei zahlreichen Pro-Tour-Turnieren auf, beispielsweise 2005 bei den German Open, wo sie im Einzel Gold holte. 2005, 2007, 2009 und 2011 nahm sie an den Weltmeisterschaften teil. Dabei war sie vor allem im Mixedwettbewerb erfolgreich. Mit Qiu Yike erreichte sie 2005 und 2007 das Halbfinale, den Titel holte sie 2009 mit Li Ping und 2011 mit Zhang Chao.
2010 brachte Somalia eine Briefmarkenserie mit chinesischen Tischtennisspielerinnen heraus, wozu auch Cao Zhen zählte.

## Turnierergebnisse
| Verband | Veranstaltung             | Jahr | Ort           | Land | Einzel        | Doppel        | Mixed      | Team |
| ------- | ------------------------- | ---- | ------------- | ---- | ------------- | ------------- | ---------- | ---- |
| CHN     | Jugend-Asienmeisterschaft | 2003 | Hyderabad     | IND  |               | Silber        |            | Gold |
| CHN     | Pro Tour                  | 2010 | Kuwait City   | KUW  | Halbfinale    | letzte 16     |            |      |
| CHN     | Pro Tour                  | 2010 | Doha          | QAT  | letzte 16     |               |            |      |
| CHN     | Pro Tour                  | 2009 | Tianjin       | CHN  | Viertelfinale | Silber        |            |      |
| CHN     | Pro Tour                  | 2009 | Frederikshavn | DEN  | letzte 16     | Silber        |            |      |
| CHN     | Pro Tour                  | 2009 | Velenje       | SVN  | Gold          | Gold          |            |      |
| CHN     | Pro Tour                  | 2008 | Yokohama      | JPN  | Viertelfinale |               |            |      |
| CHN     | Pro Tour                  | 2008 | Changchun     | CHN  | letzte 16     |               |            |      |
| CHN     | Pro Tour                  | 2007 | Stockholm     | SWE  | letzte 16     | Halbfinale    |            |      |
| CHN     | Pro Tour                  | 2007 | Bremen        | GER  | Silber        |               |            |      |
| CHN     | Pro Tour                  | 2006 | Yokohama      | JPN  | letzte 32     | Halbfinale    |            |      |
| CHN     | Pro Tour                  | 2006 | Singapur      | SIN  | Viertelfinale | Halbfinale    |            |      |
| CHN     | Pro Tour                  | 2006 | Kuwait City   | KUW  | letzte 16     | Halbfinale    |            |      |
| CHN     | Pro Tour                  | 2006 | Doha          | QAT  | letzte 32     | Viertelfinale |            |      |
| CHN     | Pro Tour                  | 2005 | Gothenburg    | SWE  | Gold          | letzte 16     |            |      |
| CHN     | Pro Tour                  | 2005 | Magdeburg     | GER  | Gold          |               |            |      |
| CHN     | Pro Tour                  | 2005 | Yokohama      | JPN  | letzte 16     | Gold          |            |      |
| CHN     | Pro Tour                  | 2004 | Wels          | AUT  | Silber        | Gold          |            |      |
| CHN     | Pro Tour                  | 2004 | Leipzig       | GER  | Viertelfinale | Viertelfinale |            |      |
| CHN     | Pro Tour                  | 2004 | Wuxi          | CHN  | Gold          | Gold          |            |      |
| CHN     | Pro Tour                  | 2003 | Johor Bahru   | MAS  | Gold          | Gold          |            |      |
| CHN     | Weltmeisterschaft         | 2011 | Rotterdam     | NED  |               |               | Gold       |      |
| CHN     | Weltmeisterschaft         | 2009 | Yokohama      | JPN  |               | Viertelfinale | Gold       |      |
| CHN     | Weltmeisterschaft         | 2007 | Zagreb        | CRO  |               |               | Halbfinale |      |
| CHN     | Weltmeisterschaft         | 2005 | Shanghai      | CHN  | letzte 16     |               | Halbfinale |      |
| CHN     | Jugend-Weltmeisterschaft  | 2003 | Santiago      | CHI  | Halbfinale    | Viertelfinale | Silber     | Gold |